# マナイア (ニュージーランド)
マナイア (英: Manaia) は、ニュージーランドの北島のタラナキ地方東南部にある小さな田舎町で、オプナケから約29km内陸に位置する。カポンガからの距離は15kmとなる。